# Cape Fear (fleuve)
Pour les articles homonymes, voir Cape Fear.
Le fleuve Cape Fear (anglais : Cape Fear River) est un fleuve de l'est des États-Unis long de 325 kilomètres qui se jette dans l'océan Atlantique.

## Parcours
Le fleuve débute à Haywood, Caroline du Nord, au confluent entre les rivières Deep et Haw, juste en aval du lac Jordan. Il se dirige ensuite vers le sud-est, passe par Lillington, Fayetteville et Elizabethtown puis reçoit les eaux de la rivière Black (en) à 16 kilomètres au nord-ouest de Wilmington, ville où il reçoit les eaux de la rivière Northeast Cape Fear. Il se dirige enfin vers le sud pour se terminer dans un long estuaire à environ 5 kilomètres à l'ouest du cap Fear.

## Histoire
Les rives du fleuve et son embouchure servirent de terre d'accueil aux premières colonies d'Européens en Caroline, à partir de 1661, en particulier la colonie du Cape Fear, constituée de personnes venant de la Nouvelle-Angleterre par le biais de la New England Company, puis de planteurs venus de la Barbade, dans la Caraïbe.

## Principaux affluents
- Deep
- Haw
- Black (en)
- Northeast Cape Fear